# 拉网小调
拉网小调（ソーラン节）又稱索兰船歌，是日本一首传统歌曲，歌手在唱這首歌時還會做出舞蹈動作。这也是一首船夫号子，据说這首歌來自於北海道的渔民。